# Les Hanois
Greben Les Hanois, skupina stijena jugozapadno od Guernseyja poznata i kao Hanoveaux, najzapadnija je točka Kanalskih otoka.
Greben je skrivio mnoge brodolome tijekom stoljeća, poput HMS Boreas 1807. godine.
Na grebenu se nalazi svjetionik Les Hanois kojim upravlja Trinity House, a koji je izgrađen 1862. od kornvalskog granita korištenjem novog sustava lastinog repa (spajanje svakog kamena sa dva susjedna kamena). Izgrađen je u nadi da će smanjiti broj brodoloma; a do sada nedvojbeno je spasio brojne brodove. Međutim, havarije su se nastavile, a posljednja katastrofa bila je MV Prosperity 1974. godine, teretnjak izgubljen na grebenu La Conchée.